# 大村純前
大村 純前（おおむら すみさき／すみあき、生年不詳 - 天文20年6月15日（1551年7月18日））は、戦国時代の武将。肥前の大名大村氏第11代当主。大村純伊の子。妻は有馬尚鑑娘。後藤貴明の父。大村純忠の叔父であり養父。丹後守。今富城城主。

## 略歴
兄に大村良純がいたが、病弱であったため、純前が当主となった。純前以前の大村氏の事跡は不確定な部分が多く、父の純伊にまつわる伝承は豊富であるが、その真偽ははっきりしない。その伝承によると、父の純伊は有馬貴純のために一時領国を追われたが、まもなく奪回し大村氏を中興したという。
純前の時代の肥前は、有馬氏の有馬晴純の勢力がさかんであった。大村氏と有馬氏とは縁戚関係にあり、純前は男子がなかったために有馬氏より純忠を養子に迎えたが、その後側室との間に実子の又八郎が誕生した。純前は有馬氏をはばかりこれを後藤氏へ養子に出すことになる。天文19年（1550年）、家督を純忠へ譲った。翌1551年死去。

## 系譜
- 父：大村純伊
- 母：不詳
- 妻：有馬尚鑑娘
- 側室
  - 男子：後藤貴明 - 後藤純明の養子
- 養子
  - 男子：大村純忠 - 有馬晴純の次男